# 四・一六事件
四・一六事件（よんいちろくじけん）は、1929年4月16日に行われた日本共産党（第二次共産党）に対する検挙事件のことを指すが、1929年（昭和4年）に行われた一連の検挙事件を総合して言うこともある。

## 概要
1928年（昭和3年）に起きた三・一五事件以後、日本共産党は検挙を逃れた渡辺政之輔、鍋山貞親、佐野学、市川正一ら4人の中央常任委員を中心として党の再建を図った。上海やモスクワに中央委員を派遣し、国内でも早々と活動を再開した。しかし、1929年（昭和4年）3月18日に東京地方オルガナイザー菊池克己（戦後間もなく変死）が逮捕されて猛烈な拷問によって白状させられ、居宅の家宅捜索により党の組織文書が押収された。そこから党中央直属のオルガナイザー杉本文雄の逮捕に及び、党中央への波及を余儀なくされ、同年3月21日には中央事務局メンバー砂間一良が、同年3月28日には中央事務局長格の間庭末吉（のちに除名されスパイの嫌疑をかけられたまま獄中で変死）が検挙された。間庭が党員名簿を持っていたことから、同年4月16日に共産党員の全国1道3府24県にわたる一斉検挙が行われた。その後も検挙は続けられ、1929年（昭和4年）には4942人が治安維持法違反で逮捕された。
裁判では、多くの被告が有罪となり控訴。1930年（昭和5年）秋から東京控訴院で始められた控訴審は、統一審理として行われたが被告が騒ぎ出し大混乱となった。1931年（昭和6年）1月26日、東京控訴院で再開した裁判は、改めて分離審理として行われることとなった。被告は前橋、千葉、静岡、水戸、横浜の順番で入廷させて判決の言い渡しが行われたが、水戸の被告らは法定内で革命歌を歌い即時釈放を訴えた上、取り押さえようとした看守に暴行を加えるなど混乱が生じた。大阪については別途、同日中に大阪控訴院で判決の言い渡しが行われた。

## 事件の影響
一連の検挙により共産党は壊滅的な打撃を受けたが、1930年代（昭和初期）のいわゆる「非常時共産党」時代（モスクワ帰りの若手活動家が主導した）に大衆組織が拡大し、党勢を一時回復することができた。しかし党指導部に潜入したスパイMの挑発的方針により1932年（昭和7年）11月の熱海事件で党幹部が一網打尽にされた。
1933年（昭和8年）6月、市ヶ谷刑務所に収監されていた佐野学、鍋山貞親が共同声明を発表すると獄中の同志の多くが転向を表明、さらに多くの党員が組織から離脱、党としては壊滅状態になった。